# Pteris viridissima
Pteris viridissima är en kantbräkenväxtart som beskrevs av Ren-Chang Ching. Pteris viridissima ingår i släktet Pteris och familjen Pteridaceae. Inga underarter finns listade.